# ۱۱۳ (میلادی)
۱۱۳ (میلادی) صد  و سیزدهمین سال تقویم میلادی است.

## درگذشتگان
‎